# U-20-Fußball-Weltmeisterschaft der Frauen 2026
Die U-20-Fußball-Weltmeisterschaft der Frauen 2026 (offiziell 2026 FIFA U-20 Women’s World Cup, polnisch Mistrzostwa Świata U-20 w Piłce Nożnej Kobiet 2026) ist die zwölfte Ausspielung dieses Wettbewerbs für Fußballspielerinnen unter 20 Jahren (Stichtag: 1. Januar 2006) und soll vom 5. bis 27. September des Jahres in Polen stattfinden. Am Turnier nehmen, nach 2024, zum zweiten Mal 24 Mannschaften teil, die zunächst in sechs Gruppen und danach im K.-o.-System gegeneinander antraten. Nach der U-20-Fußball-Weltmeisterschaft 2019 ist es das zweite FIFA-Turnier in Polen. Die Titelverteidigerinnen kommen aus Nordkorea.

## Vergabe
Am 17. Dezember 2023 vergab der FIFA-Rat das Turnier im saudi-arabischen Dschidda, im Rahmen der FIFA-Klub-Weltmeisterschaft, an Polen vergeben.

## Vorgesehene Austragungsorte
Am 8. Mai 2025 gab der Generalsekretär des polnischen Fußballverbands (PZPN), Łukasz Wachowski, an, dass das Turnier in vier Stadien stattfinden soll. Davon sollen sich drei in der Woiwodschaft Schlesien befinden. Es stehen Łódź (Woiwodschaft Łódź) mit dem Stadion Miejski ŁKS, Katowice mit der Arena Katowice, Sosnowiec mit dem Zagłębiowski Park Sportowy und Tychy mit dem Stadion Miejski w Tychach oder Bielsko-Biała mit dem Stadion Miejski w Bielsku-Białej (alle Woiwodschaft Schlesien) in der Auswahl als Austragungsort. Zwischen Tychy und Bielsko-Biała wird noch eine Entscheidung fallen.
| Stadion                          | Stadt         | Kapazität | Bild |
| -------------------------------- | ------------- | --------- | ---- |
| Stadion Miejski ŁKS              | Łódź          | 18.029    |      |
| Stadion Miejski w Bielsku-Białej | Bielsko-Biała | 15.316    |      |
| Stadion Miejski w Tychach        | Tychy         | 15.150    |      |
| Arena Katowice                   | Katowice      | 15.048    |      |
| Zagłębiowski Park Sportowy       | Sosnowiec     | 11.600    |      |

## Teilnehmer
Die Verteilung der Mannschaften nach Kontinentalverband blieb zu 2024 gleich. Die UEFA stellt neben den fünf Startplätzen auch den Gastgeber. Jeweils vier Startplätze erhalten die AFC, die CAF, die CONMEBOL sowie die CONCACAF. Die OFC ist mit zwei Mannschaften vertreten.
| Verband                                                      | Nation                                             | Qualifiziert als                                   | Teil- nahme | Erste Teilnahme | Letzte Teilnahme | Beste Platzierung(en)                  |
| ------------------------------------------------------------ | -------------------------------------------------- | -------------------------------------------------- | ----------- | --------------- | ---------------- | -------------------------------------- |
| AFC (Asien, 4 Mannschaften)                                  |                                                    | Erster der U-20-Asienmeisterschaft 2026            |             |                 |                  |                                        |
| AFC (Asien, 4 Mannschaften)                                  | Zweiter der U-20-Asienmeisterschaft 2026           |                                                    |             |                 |                  |                                        |
| AFC (Asien, 4 Mannschaften)                                  | Dritter der U-20-Asienmeisterschaft 2026           |                                                    |             |                 |                  |                                        |
| AFC (Asien, 4 Mannschaften)                                  | Vierter der U-20-Asienmeisterschaft 2026           |                                                    |             |                 |                  |                                        |
| CAF (Afrika, 4 Mannschaften)                                 |                                                    | Sieger der vierten Runde des U-20-Afrika-Cups 2026 |             |                 |                  |                                        |
| CAF (Afrika, 4 Mannschaften)                                 | Sieger der vierten Runde des U-20-Afrika-Cups 2026 |                                                    |             |                 |                  |                                        |
| CAF (Afrika, 4 Mannschaften)                                 | Sieger der vierten Runde des U-20-Afrika-Cups 2026 |                                                    |             |                 |                  |                                        |
| CAF (Afrika, 4 Mannschaften)                                 | Sieger der vierten Runde des U-20-Afrika-Cups 2026 |                                                    |             |                 |                  |                                        |
| CONCACAF (Nord-, Zentralamerika und Karibik, 4 Mannschaften) | Kanada                                             | Erster der CONCACAF U-20-Meisterschaft 2025        | 10.         | 2002            | 2024             | Zweiter Platz (2002)                   |
| CONCACAF (Nord-, Zentralamerika und Karibik, 4 Mannschaften) | Mexiko                                             | Zweiter der CONCACAF U-20-Meisterschaft 2025       | 11.         | 2002            | 2024             | Viertelfinale (2010, 2012, 2016, 2022) |
| CONCACAF (Nord-, Zentralamerika und Karibik, 4 Mannschaften) | Costa Rica                                         | Halbfinalist der CONCACAF U-20-Meisterschaft 2025  | 04.         | 2010            | 2022             | Gruppenphase (2010, 2014, 2022)        |
| CONCACAF (Nord-, Zentralamerika und Karibik, 4 Mannschaften) | USA                                                | Halbfinalist der CONCACAF U-20-Meisterschaft 2025  | 12.         | 2002            | 2024             | Weltmeister (2002, 2008, 2012)         |
| CONMEBOL (Südamerika, 4 Mannschaften)                        |                                                    | Erster der U-20-Südamerikameisterschaft 2026       |             |                 |                  |                                        |
| CONMEBOL (Südamerika, 4 Mannschaften)                        | Zweiter der U-20-Südamerikameisterschaft 2026      |                                                    |             |                 |                  |                                        |
| CONMEBOL (Südamerika, 4 Mannschaften)                        | Dritter der U-20-Südamerikameisterschaft 2026      |                                                    |             |                 |                  |                                        |
| CONMEBOL (Südamerika, 4 Mannschaften)                        | Vierter der U-20-Südamerikameisterschaft 2026      |                                                    |             |                 |                  |                                        |
| OFC (Ozeanien, 2 Mannschaften)                               |                                                    | Erster der U-20-Ozeanienmeisterschaft 2025         |             |                 |                  |                                        |
| OFC (Ozeanien, 2 Mannschaften)                               | Zweiter der U-20-Ozeanienmeisterschaft 2025        |                                                    |             |                 |                  |                                        |
| UEFA (Europa, Gastgeber und 5 Mannschaften)                  | Polen                                              | Gastgeber                                          | 01.         | –               | –                | –                                      |
| UEFA (Europa, Gastgeber und 5 Mannschaften)                  | Spanien                                            | Erster der U-19-Europameisterschaft 2025           | 06.         | 2004            | 2024             | Weltmeister (2022)                     |
| UEFA (Europa, Gastgeber und 5 Mannschaften)                  | Frankreich                                         | Zweiter der U-19-Europameisterschaft 2025          | 10.         | 2002            | 2024             | Zweiter Platz (2016)                   |
| UEFA (Europa, Gastgeber und 5 Mannschaften)                  | Italien                                            | Halbfinalist der U-19-Europameisterschaft 2025     | 03.         | 2004            | 2012             | Gruppenphase (2004, 2012)              |
| UEFA (Europa, Gastgeber und 5 Mannschaften)                  | Portugal                                           | Halbfinalist der U-19-Europameisterschaft 2025     | 01.         | –               | –                | –                                      |
| UEFA (Europa, Gastgeber und 5 Mannschaften)                  | England                                            | Fünfter der U-19-Europameisterschaft 2025          | 06.         | 2002            | 2018             | Dritter Platz (2018)                   |